# Richmond Boakye
Richmond Yiadom Boakye (* 28. Januar 1993 in Accra) ist ein ghanaischer Fußballspieler.

## Karriere

### Verein
Boakye begann seine Karriere in seinem Heimatland Ghana bei Bechem United und DC United, ehe er 2009 nach Europa wechselte. Der CFC Genua nahm ihn in seine Jugendmannschaft, ab 2009 spielte er sowohl in der ersten wie auch in der zweiten Mannschaft des Clubs. Sein Debüt in der Serie A feierte er am 3. April 2010, dem 32. Spieltag, als er in der elften Spielminute für David Suazo eingewechselt wurde. Im Heimspiel gegen die AS Livorno schoss er gleich Genua mit 1:0 in Führung, das Spiel endete 1:1. In seiner ersten Saison bei den Genuesern kam er auf drei Einsätze in der Liga und erzielte dabei einen Treffer. In der Saison 2011/11 gewann er mit der zweiten Mannschaft des CFC Genua gegen die zweite Mannschaft des AC Mailand die Supercoppa Primavera, beim 5:0-Sieg gelang ihm ein Doppelpack. In der Liga bestritt er in jener Spielzeit vier Partien, blieb aber ohne Torerfolg. Zur Saison 2011/12 wurde er in die Serie B an US Sassuolo Calcio ausgeliehen, er schoss bei seinem Debüt am 1. Spieltag beim 3:1-Sieg gegen die ASG Nocerina das 2:1. Am Saisonende wies seine persönliche Bilanz 32 absolvierte Ligaspiele und zehn Torerfolge aus. Zudem kam er in zwei Play-off-Spielen zum Einsatz. Im Juli 2012 wechselte er für circa vier Millionen Euro zu Juventus Turin. Im August 2012 wurde nochmal für ein Jahr an den US Sassuolo Calcio in die Serie B verliehen. Dort erzielte er bei 32 Ligaeinsätzen insgesamt elf Treffer. Seit Ende August 2013 steht er leihweise in Spanien beim FC Elche unter Vertrag. In der laufenden Spielzeit 2013/14 absolvierte er dort bis zu seinem vorläufig letzten Einsatz am 24. November 2013 elf Ligaspiele und erzielte drei Tore.
Boakye wurde mit einer Kaufoption zur Saison 2014/15 an Atalanta Bergamo verliehen. Anschließend wurde die Kaufoption gezogen und er wechselte Fest zu Bergamo. Allerdings wurde er für die Spielzeit 2015/16 in die niederländische Eredivisie zu Roda Kerkrade ausgeliehen.
Zur Saison 2017/18 wechselte Boakye, nach zwischenzeitlicher Leihe von Latina, endgültig zu Roter Stern Belgrad und verließ den Verein im Februar 2018 wieder, in Richtung Jiangsu Suning für eine Ablöse von 5,5 Millionen Euro. Nach der Rückrunde 2017/18 wechselte Boakye zur Saison 2018/19 wieder zurück zum FK Roter Stern. Jiangsu erhielt nach einem halben Jahr eine Ablöse von 1,5 Millionen Euro. Der neue Vertrag von Boakye gilt bis Juni 2020.

### Nationalmannschaft
Für die U-20 von Ghana debütierte er 2010, er nahm an der U-20-Fußball-Afrikameisterschaft 2011 teil. Ghana schied in der Vorrunde aus. 2013 nahm Boakye mit der ghanaischen U-20 an der U-20-Fußball-Weltmeisterschaft in der Türkei teil, lief dort in sechs Turnier-Begegnungen auf und erzielte zwei Treffer. Insgesamt soll er neun U-20 Länderspiele absolviert und dabei drei Tore erzielt haben. In der A-Nationalelf stand er erstmals bei der Fußball-Afrikameisterschaft 2012 im Kader, Ghana erreichte den vierten Platz, er blieb jedoch ohne Einsatz. Am 15. August 2012 debütierte er im Spiel gegen die chinesische Fußballnationalmannschaft, er erzielte per Kopf in der 80. Minute den 1:1-Endstand.

## Erfolge
CFC Genua Primavera
- Supercoppa Primavera: 2010

Juventus Turin
- Italienischer Supercup: 2012

US Sassuolo Calcio
- Italienischer Serie-B-Meister: 2012/13

Ghana
- Fußball-Afrikameisterschaft 2012: 4. Platz